# اس‌ام یوسی-۵۵
اس‌ام یوسی-۵۵ (به انگلیسی: SM UC-55) یک زیردریایی بود که طول آن ۱۶۵ فوت ۹ اینچ (۵۰٫۵۲ متر) بود. این زیردریایی در سال ۱۹۱۶ ساخته شد.